# Vízmérték

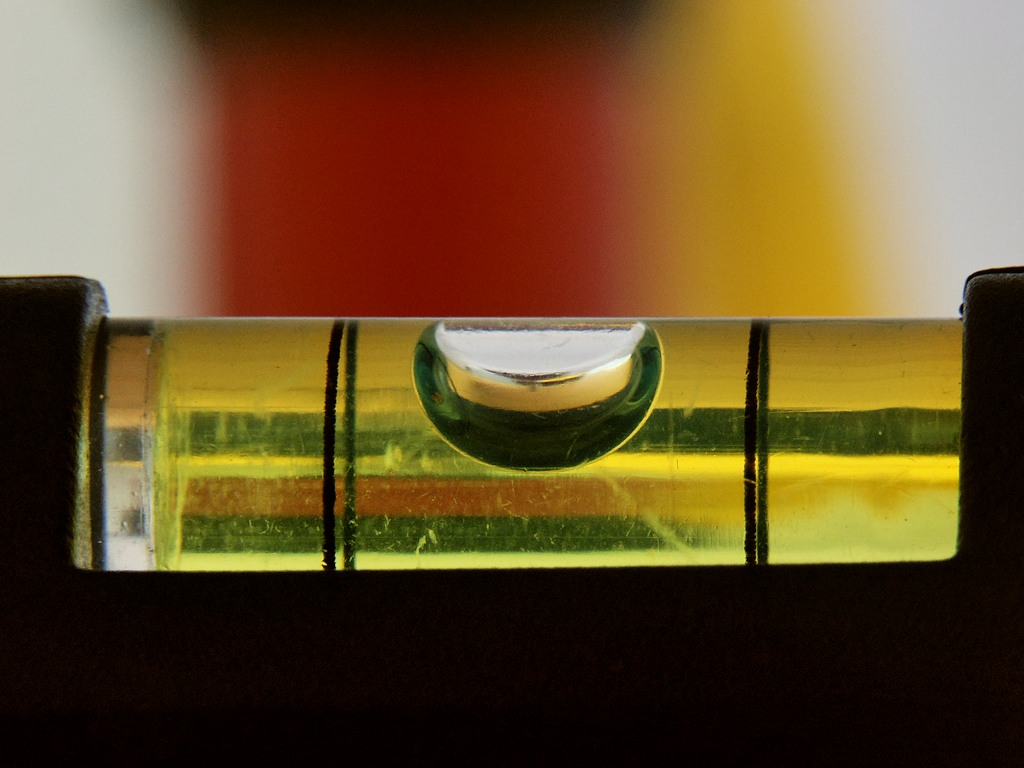
Libella

A vízmérték vagy libella műszer, melynek segítségével megállapítható, hogy egy felület vízszintes-e. Különböző kivitelű vízmértékeket használnak a kőművesek, ácsok, burkolók, és más építő szakmunkások, földmérők, gépipari forgácsoló és szerelő szakmunkások.
A leggyakrabban használt vízmérték legfontosabb alkatrésze egy enyhén ívesre hajlított (tórusz alakú) üvegcső, melybe általában sárgára festett etil-alkoholt töltenek egy kis légbuborékot is hagyva, majd az üvegcső mindkét végét lehegesztik. Etil-alkoholt azért használnak, mert igen kicsi a viszkozitása és ennélfogva a műszer érzékeny lesz. Az üvegcsövet a műszer talpába úgy erősítik be, hogy az üvegcső íve a talp síkjára merőleges síkba essen. Ekkor, ha a talpát vízszintes síkra állítják, a buborék igyekszik legfelül elhelyezkedni. A legfelső helyzetet az üvegcsövön jól látható jelekkel ki is emelik. Ha a vízmértéket egy egyenes helyzetének ellenőrzésére használják, úgy akkor horizontális az egyenes, ha a buborék a két jel között tartózkodik. A sík vízszintességének ellenőrzéséhez a libellával a sík két, egymásra közel merőleges egyenese mentén is ellenőrizni kell. Készítenek olyan vízmértéket is, melybe eleve két egymásra merőleges helyzetű üvegcső van beépítve.

A vízmérték működési elve

Ha a vízmérték a talp síkjára pontosan merőleges vonalzóval is rendelkezik, akkor a függőleges irány ellenőrzésére is használható. Készítenek olyan vízmértéket is, ahol a sík vízszintes volta egyetlen műszerrel megállapítható. Ezeknél nem üvegcsövet, hanem gömbsüveg alakú felső résszel készített zárt üvegedényt építenek be. A felülről kör alakú edényben szintén kerek buborék látszik, ha annak helyzete egybeesik az üveg kör alakú jelével, akkor a talp síkja vízszintes. Ilyen vízmértéket minden hitelesíthető, hordozható mérlegbe beépítettek. A mérés akkor fogadható el hitelesnek, ha többek között a libella vízszintet mutat. E mérlegek lábainak magassága kis csavarokkal állítható, és a libella segítségével könnyen vízszintbe hozható.

## Története
Az ókorban és a középkorban a vízszintes irány kijelölésére függőónt használtak, ennek állványa úgy volt kiképezve, hogy talpa merőleges volt a függőleges irányra. Ennek az eszköznek pontossága kisebb, mint a ma használatos buborékos vízmértékeknek.
A buborékos vízmértéket Melchisedech Thevenot (született 1620-ban, meghalt 1692-ben) francia amatőr tudós találta fel. Thevenot a műszert 1661. február 2-án készítette, a pontos dátum Christiaan Huygens-szel folytatott levelezéséből tűnik ki. Egy éven belül a feltaláló gyakorlatilag az egész akkori tudósvilággal közölte találmányának részleteit. Ennek ellenére szélesebb körben csak a 18. század elejétől terjedt el használata.

## Fordítás
Ez a szócikk részben vagy egészben  a   Spirit level című angol Wikipédia-szócikk fordításán alapul.  Az eredeti cikk szerkesztőit annak laptörténete sorolja fel. Ez a jelzés csupán a megfogalmazás eredetét és a szerzői jogokat jelzi, nem szolgál a cikkben szereplő információk forrásmegjelöléseként.

## Külső hivatkozások
- Házilag előállítható vízmérték fotózáshoz Archiválva 2009. május 11-i dátummal a Wayback Machine-ben
- DIYinfo.org's Hogyan készítsünk vízmértéket (angolul)